# Haematopota excipula
Haematopota excipula är en tvåvingeart som beskrevs av Coher 1987. Haematopota excipula ingår i släktet Haematopota och familjen bromsar. Inga underarter finns listade i Catalogue of Life.